# 余世銘
余世銘，中華民國政府官員。畢業於國立臺東大學區域政策與發展研究所碩士，1989年成為公務員，曾任臺灣臺東地方法院政風室主任、司法院政風處科長、臺灣高等檢察署花蓮檢察分署政風室主任、花蓮縣政府／臺東縣政府政風處長、行政院政風處副處長、外交部政風處長等職務。

## 職業生涯
余世銘在臺灣東部的臺東縣任職達27年，在花蓮縣亦任職5年。
2021年5月，臺東縣議會議員林參天質詢臺東縣政府政風處長余世銘，要求說明縣政府執行下水道工程時，發生承辦人員接受廠商不當宴飲情事，余世銘說明，此案由檢察官偵辦中，依法律偵查不公開，不可說明內容。林參天不斷追問，余世銘表示「你講的內容都不對」。林參天對於余世銘以偵查不公開為由無法接受，指政風處不知檢討、包庇弊案，余世銘回應「你在這裡有言論免責權，不要黑白講，你出去外面講」，並要林參天不要指鹿為馬。